# Жолобово (Смоленская область)
Жолобово — Деревня в Угранском районе Смоленской области России. Входит в состав Знаменского сельского поселения. 
Население — 5 жителей (2025 год). 
Расположена в юго-восточной части области в 31 км к северо-востоку от Угры, в 11 км севернее автодороги Р132 Вязьма — Калуга — Тула — Рязань, на берегу реки Шитовка. В 26 км западнее от деревни находится железнодорожная станция Волоста-Пятница на линии Торжок-Брянск. Ближайшая деревня-Красное(6 км). Имеется 3 жилых дома.

## История
В годы Великой Отечественной войны деревня была оккупирована гитлеровскими войсками в октябре 1941 года, освобождена в марте 1943 года.